# Close Combat
Close Combat – seria komputerowych gier strategicznych czasu rzeczywistego, stworzonych przez studio Atomic Games i rozgrywających się w realiach II wojny światowej.
Gry z serii charakteryzowały się realistycznym odwzorowaniem uzbrojenia jednostek oraz przypisaniem każdemu żołnierzowi profilu psychologicznego – piechurzy mogli podczas ostrzału przeciwnika uciec z rejonu walk lub dokonać brawurowego ataku, a załogi – opuścić pojazd. Rozgrywka toczyła się na mapie taktycznej w rzucie z lotu ptaka.
Wydawcą trzech pierwszych gier z serii było Microsoft Game Studios. Ostatnie gry z serii wydawało studio Strategic Simulations, Inc. Na potrzeby US Marine Corps w 2004 powstała specjalna, uwspółcześniona wersja – Close Combat: Marines, przeznaczona do celów szkoleniowych. Od 2007 firma Matrix Games wydaje remaki gier z serii.
Z serią gier strategicznych nie ma nic wspólnego FPS Close Combat: First to Fight z 2005.

## Gry z serii

### Seria oficjalna
| Tytuł                                    | Data wydania | Wydawca                     | Platformy | Tematyka gry           |
| ---------------------------------------- | ------------ | --------------------------- | --------- | ---------------------- |
| Close Combat                             | 1996         | Microsoft Game Studios      | MAC, PC   | Plaża Omaha – Saint-Lô |
| Close Combat: A Bridge Too Far           | 1997         | Microsoft Game Studios      | MAC, PC   | Operacja Market Garden |
| Close Combat III: The Russian Front      | 1998         | Microsoft Game Studios      | PC        | Front wschodni         |
| Close Combat IV: The Battle of the Bulge | 1999         | Strategic Simulations, Inc. | PC        | Ofensywa w Ardenach    |
| Close Combat V: Invasion Normandy        | 2000         | Strategic Simulations, Inc. | PC        | Lądowanie w Normandii  |

### Remaki
| Tytuł                         | Data wydania | Producent          | Platforma | Uwagi                                            |
| ----------------------------- | ------------ | ------------------ | --------- | ------------------------------------------------ |
| Close Combat: Cross of Iron   | 2007         | Simtek             | PC        | Remake gry Close Combat III: The Russian Front.  |
| Close Combat: Modern Tactics  | 2007         | Strategy 3 Tactics | PC        | Remake gry Close Combat: Marines.                |
| Close Combat: Wacht am Rhein  | 2008         | Strategy 3 Tactics | PC        | Remake gry Close Combat IV: Battle of the Bulge. |
| Close Combat: The Longest Day | 2009         | Strategy 3 Tactics | PC        | Remake gry Close Combat V: Invasion Normandy.    |